# Calymperes levyanum
Calymperes levyanum är en bladmossart som beskrevs av Bescherelle 1896. Calymperes levyanum ingår i släktet Calymperes och familjen Calymperaceae. Inga underarter finns listade i Catalogue of Life.